# Кастел Гандолфо
Кастел Гандолфо (лат. Castrum Gandulphi) је мали италијански град у покрајини Лацио, 30 km југоисточно од Рима. Познат је по томе што је летња резиденција Папе. Овај италијански град има 8834 становника.
Граду такође припада цела обала језера Албано, које је окружено многим резиденцијама и вилама изграђеним у седамнаестом веку.